# Taishō-Demokratie
Die „Taishō-Demokratie“ (jap. 大正デモクラシー, Taishō demokurashī, von engl. democracy) war eine Phase der Geschichte Japans im Kaiserreich, in der liberale Ideen Staat und Gesellschaft veränderten, die vorher herrschende Meiji-Oligarchie ihre Vormachtstellung verlor und breitere Gesellschaftsschichten am politischen Prozess teilnahmen. Benannt ist sie nach der Taishō-Zeit (1912–1926), der Herrschaft des Taishō-Tennō, auch wenn sie zeitlich nicht ganz mit ihr zusammenfällt.
Beginn und vor allem Ende der Taishō-Demokratie werden unterschiedlich datiert. Nach einer verbreiteten, umfassenden Periodisierung beginnt sie mit dem Ende des Russisch-Japanischen Kriegs 1905 und endet mit dem Sturz des Kabinetts Inukai, des letzten Parteienkabinetts, im Jahr 1932. Manche sehen die Taishō-Demokratie mit dem Einmarsch in der Mandschurei 1931 oder schon im Jahr 1925 beendet, in dem sowohl das allgemeine Wahlrecht für Männer als auch das Gesetz zur Aufrechterhaltung der öffentlichen Sicherheit erlassen wurden. Als Beginn der Taishō-Demokratie wird manchmal auch der Erste Weltkrieg mit den Revolutionen in Deutschland und Russland oder der Taishō Seihen von 1913 gesehen.
Wichtige Entwicklungen waren die Popularisierung liberaler Ideen durch Autoren wie Yoshino Sakuzō und Minobe Tatsukichi, die daraus entstehende Bewegung für ein allgemeines Wahlrecht (Fusen Undō), später auch erfolglos für ein Frauenwahlrecht, öffentliche Diskussionen über Reformen der Verfassungsorgane wie des Kizokuin, der relative Machtverlust des Sūmitsu-in, der Genrō und des Militärs (Heer und Marine) zu Gunsten des Parlaments und der Parteien und die mit dem Kabinett Hara 1918 beginnende Phase von Parteienkabinetten.